# Эскюдеро, Лени
Лени́ Эскюдеро́ (фр. Leny Escudero, при рождении Хоаки́м Ле́ни Эскуде́ро исп. Joaquím Leni Escudero; 5 ноября 1932, Эспиналь, автономное сообщество Наварра, Испания — 9 октября 2015, Живерни, департамент Эр, Франция) — французский певец, композитор и автор собственных песен. Особую популярность имел в 1960—1970-х годах.

## Биография
Родился на самом севере Испании в семье цыган. В 1939 году родители, спасаясь от гражданской войны, бегут во Францию. Сначала обустраиваются в департаменте Майенн, а через какое-то время перебираются в парижский пригород Бельвиль. В молодые годы перебивается случайными заработками: занимается земляными работами, устраивается плиточником.
С 1957 года Лени пробует себя на эстраде. В 1962 году выходит первый диск с незамысловатым названием Leny Escudero, две песни с которого сразу становятся хитами: Ballade à Sylvie и Pour une amourette. На следующий год выходит второй диск À Malypense. На пике славы в 1965 году неожиданно бросает всё и отправляется в путешествие по миру. Проводит значительное время в Африке, в бенинской глубинке строит за собственные средства школу. Вернувшись во Францию, как ни в чём не бывало, продолжает музыкальную деятельность — длительное отсутствие никак не сказывается на его популярности. В 1960—1970-х годах выходят ещё несколько успешных новых дисков. В 1980-х и в 1990-х Лени Эскюдеро так же удаётся собирать полные залы, исполняя свои классические хиты.
По убеждениям всегда был бунтарём и убеждённым коммунистом, не принимавшим законов шоу-бизнеса, неоднократно исполнял песни политического содержания — в частности, о погибших участниках парижской демонстрации против Алжирской войны в феврале 1962 года. На президентских выборах 2007 года активно поддерживал кандидата Социалистической партии Сеголен Руаяль. Снимался в нескольких фильмах. Написал две книги и две автобиографии: одна из них, под названием Моя жизнь ещё не началась (фр. Ma vie n’a pas commencé), вышла в 2013 году, вторая — Начало, продолжение, конец (фр. Le début, la suite, la fin) — уже после смерти автора.
Скончался в возрасте 82 лет от острой лёгочной недостаточности. Министр культуры Франции Флёр Пельрен обратилась к семье певца со словами соболезнования.

### Дискография
| - 1962 : Leny Escudero - 1963 : À Malypense - 1965 : Rachel - 1966 : Petite Mère - 1967 : Je t'attends à Charonne - 1971 : Escudero 71 - 1973 : Vivre pour des idées | - 1974 : Le Voyage - 1977 : La Planète des fous - 1978 : La Grande Farce - 1979 : Escudero sur scène - 1980 : Grand-père - 1982 : Je veux toujours rester petite - 1984 : Dérives | - 1994 : Comme un voyageur secret - 1996 : Une vie (compilation réenregistrée) - 1997 : Leny Escudero chante la liberté - 1999 : Le Tiers Amour - 2007 : Itinéraire - 2010 : Original Album Classics |